# Mantorras
Pedro Manuel Torres, znany również jako Mantorras (ur. 18 marca 1982 w Huambo) – angolski piłkarz.
Przez piłkarskich obserwatorów często porównywany jest do Portugalczyka Eusébio, który na przełomie lat 60. i 70. również był gwiazdą Benfiki.
Mantorras wychowywał się w kraju ogarniętym wojną domową. Jego ojciec umarł, kiedy chłopak miał zaledwie trzy miesiące. Matkę stracił w wieku szesnastu lat. Zajmował się nim brat, który jako młody chłopak stał się głową rodziny.

## Kariera piłkarska
Jego talent dostrzegli skauci portugalskiego klubu FC Alverca i w 1999 roku Mantorras podpisał z nimi pierwszy w swoim życiu profesjonalny kontrakt. W swoim debiutanckim sezonie w lidze portugalskiej Mantorras zdobył osiem bramek. W 2001 roku zdobył z narodową drużyną Angoli Mistrzostwo Afryki U-20. Doskonała gra w klubie i w młodzieżowej reprezentacji narodowej zaowocowała tym, że jeszcze w 2001 roku Mantorras przeszedł do jednego z najlepszych klubów ligi portugalskiej, Benfiki, za 3,5 miliona euro.
W stolicy Portugalii jednak dopadła go poważna kontuzja, która postawiła pod znakiem zapytania jego dalszą piłkarska karierę. W 2002 roku przeszedł pierwszą operację kolana, a po dwóch latach po raz drugi trafił na chirurgiczny stół. W styczniu 2005 roku wrócił na boisko. W końcówkach strzelał zwycięskie gole Estoril-Praia i CS Marítimo, oraz zapewnił remis w spotkaniu z Leirią. W prasie pojawiły się pogłoski, że zainteresowana jest nim FC Barcelona.
Na Mistrzostwach Świata 2006 reprezentacja Angoli trafiła do grupy D, gdzie jej rywalami były reprezentacje Meksyku, Iranu, oraz Portugalii – kraju, z którym Mantorras związany był przez całą swoją dotychczasową karierę piłkarską.
W pierwszym swoim meczu na Mistrzostwach, Angola zagrała 11 czerwca 2006 roku na stadionie w Kolonii z Portugalią. Mecz zakończył się wynikiem 1:0 dla Portugalii, a Mantorras wszedł na boisko w 59 minucie zmieniając Akwę. W drugim meczu, rozegranym 16 czerwca przeciwko Meksykowi, wszedł na boisko z ławki rezerwowych w 68 minucie, zmieniając Mateusa. Mecz zakończył się bezbramkowym remisem. W ostatnim meczu reprezentacji Angoli na tym turnieju, przeciwko Iranowi, Mantorras nie pokazał się na boisku – cały mecz przesiedział na ławce rezerwowych. Angola z dorobkiem dwóch punktów na swoim koncie zajęła trzecie miejsce w tabeli grupy D i nie awansowała do dalszej fazy rozgrywek.
W 2011 roku Mantorras przeszedł do Primeiro de Agosto z Luandy.